# Hendrik II van Leuven
Hendrik II van Leuven (ca. 1020 - begraven te Nijvel in 1078) was graaf van Leuven en Brussel van 1054 tot 1078. Hij was zoon van Lambert II Balderik, graaf van Leuven en Brussel, gehuwd met Oda van Verdun.
Op zijn vraag vaardigt bisschop Lietbertus van Kamerijk in 1073 een charter uit voor het Sinte-Goedelekapittel te Brussel. Hij verschijnt daar samen met zijn broer Reinier. Hendrik treedt ook op bij het overlijden van Reinier in 1077. Het graafschap was mogelijk een condominium.
Er is weinig bekend over zijn heerschappij. Een tegenstrijdigheid volgt uit het feit dat een graaf Lambert van Leuven in 1071 te  Fosses de voorbereiding bijwoont van de infeodatie van het graafschap Henegouwen, een initiatief van Richilde van Henegouwen die betrokken was in een geschil met haar schoonbroer Robrecht I de Fries om het graafschap Vlaanderen.

## Huwelijk en kinderen
Hendrik huwde mogelijk Adela (ca. 1040 - voor 1086), dochter van Everhard van Teisterbant, graaf van Teisterbant en de Betuwe. Zij hadden als kinderen:
- Hendrik III (ca. 1063-1095), graaf van Leuven en Brussel, landgraaf van Brabant vanaf 1085/1086.
- Godfried I (1060-1139), graaf van Leuven en Brussel, landgraaf van Brabant en hertog van Neder-Lotharingen.
- Ida (1077-1139), in 1084 gehuwd met Boudewijn II († 1098), graaf van Henegouwen.
- Alberon (1070-1128), prins-bisschop van Luik.

Adela stamde uit de Teisterbant. De volgende voorouders zijn bekend:
1. Erenfried van de Bliesgouw (ca. 845 - na 14 juni 904), graaf van de Bliesgouw, Scarpone, Keldagouw, Bonngouw, Charmois, en Adelgunde (ca. 855 - 902), dochter van Koenraad II van Auxerre
2. Everhard van de Keldachgouw (ca. 870 - na 937), graaf van de Keldachgouw en de Bonngouw, mogelijk de graaf Eberhard die namens Hendrik I van Duitsland over vrede onderhandelt met Lotharingen.
3. Diederik (ca. 905 - voor 964), graaf in de Betuwe, Drenthe, Salland en de pagus Forestensis, en Amalrada (ca. 915 - 7 september van een onbekend jaar), grootouders van Fretherhard
4. (Onbekend)
5. Fretherhard van Teisterbant
6. Everhard van Teisterbant, graaf van Teisterbant en de Betuwe

## Voorouders
| Voorouders van Hendrik II van Leuven | Voorouders van Hendrik II van Leuven                                        | Voorouders van Hendrik II van Leuven                                        | Voorouders van Hendrik II van Leuven                                        | Voorouders van Hendrik II van Leuven                                        | Voorouders van Hendrik II van Leuven                                | Voorouders van Hendrik II van Leuven                                | Voorouders van Hendrik II van Leuven                       | Voorouders van Hendrik II van Leuven                       |
| ------------------------------------ | --------------------------------------------------------------------------- | --------------------------------------------------------------------------- | --------------------------------------------------------------------------- | --------------------------------------------------------------------------- | ------------------------------------------------------------------- | ------------------------------------------------------------------- | ---------------------------------------------------------- | ---------------------------------------------------------- |
| Overgrootouders                      | Reinier III van Henegouwen (920-973) ∞ Adela van Leuven (929-961)           | Reinier III van Henegouwen (920-973) ∞ Adela van Leuven (929-961)           | Karel van Neder-Lotharingen (953-992) ∞ ? (-)                               | Karel van Neder-Lotharingen (953-992) ∞ ? (-)                               | Godfried van Verdun (930-1002) ∞ 963 Mathilde van Saksen (942-1008) | Godfried van Verdun (930-1002) ∞ 963 Mathilde van Saksen (942-1008) | ? (-) ∞ ? (-)                                              | ? (-) ∞ ? (-)                                              |
| Grootouders                          | Lambert I van Leuven (950-1015) ∞ Gerberga van Neder-Lotharingen (980-1018) | Lambert I van Leuven (950-1015) ∞ Gerberga van Neder-Lotharingen (980-1018) | Lambert I van Leuven (950-1015) ∞ Gerberga van Neder-Lotharingen (980-1018) | Lambert I van Leuven (950-1015) ∞ Gerberga van Neder-Lotharingen (980-1018) | Gozelo I (970-1044) ∞ ? (-)                                         | Gozelo I (970-1044) ∞ ? (-)                                         | Gozelo I (970-1044) ∞ ? (-)                                | Gozelo I (970-1044) ∞ ? (-)                                |
| Ouders                               | Lambert II Balderik (992-1054) ∞ Oda van Verdun (990-1062)                  | Lambert II Balderik (992-1054) ∞ Oda van Verdun (990-1062)                  | Lambert II Balderik (992-1054) ∞ Oda van Verdun (990-1062)                  | Lambert II Balderik (992-1054) ∞ Oda van Verdun (990-1062)                  | Lambert II Balderik (992-1054) ∞ Oda van Verdun (990-1062)          | Lambert II Balderik (992-1054) ∞ Oda van Verdun (990-1062)          | Lambert II Balderik (992-1054) ∞ Oda van Verdun (990-1062) | Lambert II Balderik (992-1054) ∞ Oda van Verdun (990-1062) |
| Hendrik II van Leuven (1020-1078)    |                                                                             |                                                                             |                                                                             |                                                                             |                                                                     |                                                                     |                                                            |                                                            |

## Bron
- Alphonse Wauters, «Henri II», Académie royale de Belgique, Biographie nationale, vol. 9, 1887 [détail des éditions], p. 99-101